# 馬丁戈-卡耶斯
馬丁戈-卡耶斯是剛果共和國的城鎮，由奎盧省負責管轄，位於奎盧-尼阿里河進入大西洋的河口，附近的遺跡發掘顯示該鎮是
人類在非洲中西部最早的定居點之一。

## 外部連結
- MSN Map[永久]

04°26′S 11°42′E / 4.433°S 11.700°E